# Bulterier miniaturowy
Bulterier miniaturowy – rasa psa będąca mniejszą wersją bulteriera. Należy do grupy terierów, zaklasyfikowana do sekcji terierów w typie bull.
Oficjalny, aktualny wzorzec dla tej rasy pochodzi z 5 lipca 2011 roku.
Populacja rasy jest stosunkowo niewielka. Bulteriery miniaturowe często przerastają limit wzrostu, cierpią też na choroby oczu.
Początkowo rasa była bardzo nie wyrównana pod względem wielkości i umaszczenia. Bulteriery miniaturowe mogą być białe lub pręgowane, występuje także tricolor. Białe miniatury nazywane były też Coverwood Terriers, od nazwy hodowli specjalizującej się w białych bulterierach miniaturowych.
Bulterier miniaturowy jest z reguły bardzo przyjaźnie nastawiony do ludzi, ale jest mniej tolerancyjny w stosunku do innych psów.
Bulteriery miniaturowe były często wystawiane na początku dwudziestego wieku, potem rzadziej z powodu braku wyrównania rasy.